# Boßdorf
Boßdorf este o comună din landul Saxonia-Anhalt, Germania.